# Ellie in de Handel
Ellie in de Handel is een Nederlands televisieprogramma met mediapersoonlijkheid en voormalig politievrouw Ellie Lust. Het programma telt zes afleveringen in het eerste seizoen en is te zien bij AVROTROS op NPO 3. Tuvalu Media is het productiebedrijf achter de serie.
In het programma duikt Ellie Lust in de wereld van illegale handel. Ze laat zien hoe complex en divers deze wereld is die zich vaak ondergronds vertolkt. Daarnaast legt Ellie de handelslijnen bloot en laat ze zien wat de impact is van deze praktijken.